# Projektsteuerung
Die Projektsteuerung ist das Kernstück eines professionellen Baumanagements. Sie ermöglicht es, die Prozesse in der Projektarbeit so zu führen, dass die Projektziele erreicht werden können. Die Maßnahmen zur Qualitätsförderung dienen dazu, diese Prozesse laufend zu verbessern.

## Projektsteuerung HOAI
Der Begriff Projektsteuerung wurde 1977 in der Honorarordnung für Architekten und Ingenieure (HOAI) erstmals verwendet und grenzt sie begrifflich und inhaltlich klar von anderen Projektmanagementleistungen ab. Das Leistungsbild der Projektsteuerung war in § 31 der HOAI definiert. Nach der HOAI-Novelle zum 11. August 2009 war das Leistungsbild nicht mehr enthalten.
Projektsteuerung im Sinne der HOAI war die Übernahme von delegierbaren Auftraggeberfunktionen, wie z. B.:
- Erstellen und Koordinieren des Programms für das Gesamtprojekt.
- Aufstellen und Überwachen von Organisation-, Termin- und Zahlungsplänen bezogen auf Projekt und Projektbeteiligte.
- Laufendes Informieren des Auftraggebers über die Projektabwicklung und rechtzeitiges Herbeiführen von Entscheidungen des Auftraggebers.

Das Honorar für Projektsteuerungsleistungen konnte laut HOAI frei vereinbart werden.
Die unklare Abgrenzung zu Leistungen, die der Architekt zu erbringen hat, führte 20 Jahre lang zu heftigen Diskussionen und sehr unterschiedlichen Auslegungen über die Honorarvorstellungen.

## Projektsteuerung AHO
Seitens des AHO (Ausschuss der Verbände und Kammern der Ingenieure und Architekten für die Honorarordnung) wurde das Leistungsbild der Projektsteuerung seit 1996 weiter entwickelt, um ein klarer abgegrenztes Leistungsbild für Projektsteuerungsleistungen zu schaffen.
Das Leistungsbild der Projektsteuerung umfasst demnach die Leistungen von Auftragnehmern, die Funktionen des Auftraggebers bei der Steuerung von Projekten mit mehreren Fachbereichen in Stabsfunktion übernehmen.
Die Leistungen sind in fünf Handlungsbereiche und fünf Projektstufen gegliedert.
Die Handlungsbereiche
A  Organisation, Information, Koordination und Dokumentation
B  Qualitäten und Quantitäten
C  Kosten und Finanzierung
D  Termine, Kapazitäten und Logistik
E  Verträge und Versicherungen
Die Projektstufen
1. Projektvorbereitung
2. Planung
3. Ausführungsvorbereitung
4. Ausführung
5. Projektabschluss